# Nuoto ai campionati mondiali di nuoto 2022 - 200 metri stile libero maschili
La gara di nuoto dei 200 metri stile libero maschili dei campionati mondiali di nuoto 2022 è stata disputata il 19 e 20 giugno 2022 presso la Duna Aréna di Budapest. Vi hanno preso parte 61 atleti provenienti da 53 nazioni.
La competizione è stata vinta dal nuotatore rumeno David Popovici, mentre l'argento e il bronzo sono andati rispettivamente al sudcoreano Hwang Sun-woo e al britannico Thomas Dean.

## Podio
| Posizione | Atleta         | Nazionalità   |
| --------- | -------------- | ------------- |
| Oro       | David Popovici | Romania       |
| Argento   | Hwang Sun-woo  | Corea del Sud |
| Bronzo    | Thomas Dean    | Gran Bretagna |

## Programma
| Data           | Ora (UTC+2) | Turno      |
| -------------- | ----------- | ---------- |
| 19 giugno 2022 | 09:51       | Batterie   |
| 19 giugno 2022 | 19:14       | Semifinali |
| 20 giugno 2022 | 18:02       | Finale     |

## Record
Prima della competizione il record del mondo e il record dei campionati erano i seguenti:
| Record mondiale       | 1'42"00 | Paul Biedermann Germania | 28 luglio 2009 Roma, Italia |
| Record dei campionati | 1'42"00 | Paul Biedermann Germania | 28 luglio 2009 Roma, Italia |

Nel corso della competizione non sono stati migliorati.

## Risultati

### Batterie
| Pos. | Batteria | Corsia | Atleta               | Nazionalità         | Tempo   | Note |
| ---- | -------- | ------ | -------------------- | ------------------- | ------- | ---- |
| 1    | 7        | 5      | David Popovici       | Romania             | 1'45"18 | Q    |
| 2    | 7        | 2      | Hwang Sun-woo        | Corea del Sud       | 1'45"79 | Q    |
| 3    | 7        | 6      | Felix Auböck         | Austria             | 1'45"84 | Q    |
| 4    | 7        | 4      | Thomas Dean          | Gran Bretagna       | 1'45"99 | Q    |
| 5    | 7        | 3      | Drew Kibler          | Stati Uniti         | 1'46"13 | Q    |
| 6    | 5        | 3      | Elijah Winnington    | Australia           | 1'46"19 | Q    |
| 7    | 6        | 3      | Lukas Märtens        | Germania            | 1'46"45 | Q    |
| 8    | 5        | 5      | Danas Rapšys         | Lituania            | 1'46"70 | Q    |
| 9    | 5        | 4      | Fernando Scheffer    | Brasile             | 1'46"71 | Q    |
| 10   | 6        | 4      | Katsuhiro Matsumoto  | Giappone            | 1'46"72 | Q    |
| 11   | 6        | 5      | Kieran Smith         | Stati Uniti         | 1'46"73 | Q    |
| 12   | 6        | 6      | Antonio Djakovic     | Svizzera            | 1'47"00 | Q    |
| 13   | 7        | 1      | Marco De Tullio      | Italia              | 1'47"27 | Q    |
| 14   | 7        | 7      | Matthew Sates        | Sudafrica           | 1'47"28 | Q    |
| 15   | 5        | 0      | Roman Mityukov       | Svizzera            | 1'47"44 | Q    |
| 16   | 7        | 0      | Jordan Pothain       | Francia             | 1'47"51 | Q    |
| 17   | 5        | 1      | Robin Hanson         | Svezia              | 1'47"54 |      |
| 18   | 7        | 8      | Denis Loktev         | Israele             | 1'47"63 |      |
| 19   | 6        | 0      | Hadrien Salvan       | Francia             | 1'47"71 |      |
| 19   | 6        | 1      | Ji Xinjie            | Cina                | 1'47"71 |      |
| 19   | 6        | 7      | Nándor Németh        | Ungheria            | 1'47"71 |      |
| 22   | 5        | 8      | Breno Martins        | Brasile             | 1'47"79 |      |
| 23   | 5        | 7      | Velimir Stjepanović  | Serbia              | 1'47"94 |      |
| 24   | 6        | 8      | Stefano Di Cola      | Italia              | 1'48"09 |      |
| 25   | 6        | 9      | Ruslan Gaziev        | Canada              | 1'48"10 |      |
| 26   | 5        | 2      | Rafael Miroslaw      | Germania            | 1'48"28 |      |
| 27   | 4        | 4      | Khiew Hoe Yean       | Malaysia            | 1'48"37 |      |
| 28   | 4        | 5      | Marwan El-Kamash     | Egitto              | 1'48"48 |      |
| 29   | 4        | 3      | Dimitrios Markos     | Grecia              | 1'48"72 |      |
| 30   | 5        | 6      | Matt Richards        | Gran Bretagna       | 1'48"74 |      |
| 31   | 7        | 9      | Jorge Iga            | Messico             | 1'48"96 |      |
| 32   | 6        | 2      | Zac Incerti          | Australia           | 1'49"12 |      |
| 33   | 3        | 4      | Mikel Schreuders     | Aruba               | 1'49"39 |      |
| 34   | 3        | 3      | Aleksey Tarasenko    | Uzbekistan          | 1'49"87 |      |
| 35   | 4        | 1      | Glen Jun Wei Lim     | Singapore           | 1'49"94 |      |
| 36   | 4        | 7      | Sergio de Celis      | Spagna              | 1'50"03 |      |
| 37   | 4        | 6      | Wesley Roberts       | Isole Cook          | 1'50"24 |      |
| 38   | 4        | 9      | Santiago Corredor    | Colombia            | 1'50"44 |      |
| 39   | 4        | 2      | Cameron Gray         | Nuova Zelanda       | 1'50"64 |      |
| 40   | 3        | 5      | Max Mannes           | Lussemburgo         | 1'51"06 |      |
| 41   | 3        | 2      | František Jablčník   | Slovacchia          | 1'51"25 |      |
| 42   | 5        | 9      | Cheuk Ming Ho        | Hong Kong           | 1'51"60 |      |
| 43   | 3        | 7      | Pavel Alovatki       | Moldavia            | 1'51"64 |      |
| 44   | 4        | 8      | Hoàng Quý Phước      | Vietnam             | 1'52"47 |      |
| 45   | 4        | 0      | Yordan Yanchev       | Bulgaria            | 1'52"62 |      |
| 46   | 3        | 1      | Omar Abbass          | Siria               | 1'52"78 |      |
| 47   | 3        | 6      | Luka Kukhalashvili   | Georgia             | 1'53"08 |      |
| 48   | 3        | 8      | Noah Mascoll-Gomes   | Antigua e Barbuda   | 1'53"30 |      |
| 49   | 3        | 0      | Pedro Chiancone      | Uruguay             | 1'54"08 |      |
| 50   | 3        | 9      | José Campo           | El Salvador         | 1'55"74 |      |
| 51   | 2        | 6      | Ramazan Omarov       | Kirghizistan        | 1'56"22 |      |
| 52   | 2        | 1      | Salem Sabt           | Emirati Arabi Uniti | 1'56"40 |      |
| 53   | 2        | 3      | Bartal Eidesgaard    | Fær Øer             | 1'57"08 |      |
| 54   | 2        | 4      | Ado Gargović         | Montenegro          | 1'57"74 |      |
| 55   | 2        | 5      | Henrique Mascarenhas | Angola              | 1'58"03 |      |
| 56   | 1        | 4      | Adnan Al-Abdallat    | Giordania           | 1'59"70 |      |
| 57   | 1        | 3      | Nasir Hussain        | Nepal               | 2'00"99 |      |
| 58   | 2        | 2      | Haziq Samil          | Brunei              | 2'04"14 |      |
| 59   | 2        | 8      | Israel Poppe         | Guam                | 2'05"00 |      |
| 60   | 1        | 5      | Eminguly Ballykov    | Turkmenistan        | 2'05"06 |      |
| 61   | 2        | 7      | Sangay Tenzin        | Bhutan              | 2'08"36 |      |

### Semifinali
| Pos. | Semifinale | Corsia | Atleta              | Nazionalità   | Tempo   | Note |
| ---- | ---------- | ------ | ------------------- | ------------- | ------- | ---- |
| 1    | 2          | 4      | David Popovici      | Romania       | 1'44"40 | Q    |
| 2    | 2          | 5      | Felix Auböck        | Austria       | 1'45"17 | Q    |
| 3    | 1          | 4      | Hwang Sun-woo       | Corea del Sud | 1'45"46 | Q    |
| 4    | 1          | 5      | Thomas Dean         | Gran Bretagna | 1'45"48 | Q    |
| 5    | 1          | 3      | Elijah Winnington   | Australia     | 1'45"53 | Q    |
| 6    | 2          | 3      | Drew Kibler         | Stati Uniti   | 1'45"54 | Q    |
| 7    | 2          | 6      | Lukas Märtens       | Germania      | 1'45"94 | Q    |
| 8    | 2          | 7      | Kieran Smith        | Stati Uniti   | 1'46"06 | Q    |
| 9    | 2          | 2      | Fernando Scheffer   | Brasile       | 1'46"11 |      |
| 10   | 2          | 1      | Marco De Tullio     | Italia        | 1'46"29 |      |
| 11   | 1          | 7      | Antonio Djakovic    | Svizzera      | 1'46"61 |      |
| 12   | 1          | 1      | Matthew Sates       | Sudafrica     | 1'46"63 |      |
| 13   | 1          | 2      | Katsuhiro Matsumoto | Giappone      | 1'46"63 |      |
| 14   | 1          | 6      | Danas Rapšys        | Lituania      | 1'46"82 |      |
| 15   | 1          | 8      | Jordan Pothain      | Francia       | 1'47"66 |      |
| 16   | 2          | 8      | Roman Mityukov      | Svizzera      | 1'47"78 |      |

### Finale
| Pos.    | Corsia | Atleta            | Nazionalità   | Tempo   | Note |
| ------- | ------ | ----------------- | ------------- | ------- | ---- |
| Oro     | 4      | David Popovici    | Romania       | 1'43"21 |      |
| Argento | 3      | Hwang Sun-woo     | Corea del Sud | 1'44"47 |      |
| Bronzo  | 6      | Thomas Dean       | Gran Bretagna | 1'44"98 |      |
| 4       | 7      | Drew Kibler       | Stati Uniti   | 1'45"01 |      |
| 5       | 5      | Felix Auböck      | Austria       | 1'45"11 |      |
| 6       | 8      | Kieran Smith      | Stati Uniti   | 1'45"16 |      |
| 7       | 1      | Lukas Märtens     | Germania      | 1'45"73 |      |
| 8       | 2      | Elijah Winnington | Australia     | 1'45"82 |      |